# Tatwaffe (Rapper)
Tatwaffe (bürgerlicher Name: Alexander Terboven) ist ein deutscher Rapper und Mitglied der Band Die Firma. Er steht beim Independent-Label Versunkene Fabrik Music unter Vertrag.

## Leben
Tatwaffe wurde Anfang der neunziger Jahre Mitglied bei der deutschen Hip-Hop-Band Das Duale System und veröffentlichte mit der Crew in der Folge zwei Singles und ein Album. 1997 schlossen sich Tatwaffe, Curse, die Stieber Twins, RAG und STF zu der Crew La Familia zusammen.
Tatwaffe verkaufte als Solokünstler und den bisherigen Veröffentlichungen zusammen mit Die Firma (mit Fader Gladiator und Def Benski) seit 1998 weit über 1.000.000 Tonträger. Darunter finden sich das erste Die Firma-Album Spiel des Lebens / Spiel des Todes (1998) mit über 80.000 Einheiten und die Single Die Eine 2005 (2005), die mit über 300.000 verkauften Einheiten mit Platin ausgezeichnet wurde. Auch mit Gastbeiträgen auf Singles, wie Ganxtaville Pt. III (DJ Tomekk feat. Kurupt, G-Style & Tatwaffe) hielt sich Tatwaffe für mehrere Wochen in den Charts, darunter drei Wochen auf Platz 5.
Zusammen mit Die Firma war er unter anderem für den Echo „Hip Hop National“, die 1 Live Krone und den Bravo Otto nominiert. Das Soloalbum Sternenklar erschien im August 2016 über das Gevelsberger Label Versunkene Fabrik Music. Auf dem Album sind unter anderem MoTrip, Harris, Eko Fresh, Manuellsen, Dr. Knarf und Bosca zu hören. Der Erlös der Single Im selben Boot ging an das Deutsche Rotes Kreuz.
2012 startete Tatwaffe zusammen mit dem Kölner Rapper Tami (bürgerlich: Habakuk Habben) das Nebenprojekt TNT. Gemeinsam veröffentlichten sie seitdem mehrere Songs, darunter einen Beitrag zu Halt die Fresse.
2020 folgte mit Gleichgewicht sein drittes Soloalbum als Eigenproduktion. Auf dem Album sind wieder zahlreiche Features zu finden, darunter Bosca, Curse, Olli Banjo, Die Firma, Cr7z und Boz. Beide Alben floppten.

## Privatleben
Tatwaffe ist verheiratet und hat mit seiner Frau drei Kinder. Seine Frau war Vorbild für den Die-Firma-Hit Die Eine. Nach dem Ende des kommerziellen Erfolgs arbeitet Tatwaffe heute als Erzieher. Bereits vorher hatte er Rap-Workshops für Kinder und Jugendliche angeboten.

## Diskografie

### Studioalben
- 2004: Volltreffer
- 2016: Sternenklar
- 2020: Gleichgewicht

### Mixtapes
- 1995: DJ Lifeforce mit Tatwaffe & MC MZ – Die 1995 Freestyle Heimshow - Folge 1
- 2004: Das Mixtape
- 2011: Dauerfeuer (Download-Album mit Rick Ski)

### Gastbeiträge
- 2010: Nicht von dieser Welt (Ayman feat. Tatwaffe)
- 2015: Westside (Remix) (Ado Kojo und Shirin David feat. Eko Fresh, Summer Cem, Fard, MoTrip, Elmo, Capkekz, Tatwaffe, Caput und Sinan-G)
- 2016: Eiskalt (FEEL.ikx feat. Tatwaffe)
- 2019: So easy (FEEL.ikx feat. Tatwaffe)
- 2021: Send more Love (FEEL.ikx feat. Tatwaffe, Wunso & ǃllflow)